# 예원 (신라)
예원공(禮元公)은 20대 풍월주로, 보리공의 아들이다. 보리공은 이화랑과 숙명공주의 아들이고, 이화랑은 1대 위화랑의 아들이다. 따라서 예원공은 위화랑의 증손에 해당한다. 예원공의 가문은 가장 많은 풍월주를 배출한 가문으로서, 그의 가문의 역대 풍월주들을 살펴보면 1세 위화랑, 4세 이화랑, 12세 보리공, 28세 오기공이 있다.
그는 염장공이 풍월주로 재임 시 화랑도에 들어갔으며 흠순공이 풍월주로 임명 시 그는 부제로 임명되었으며 흠순의 뒤를 이어 20대 풍월주가 되어 화랑도를 통솔 하였다. 이후 그는 조정에 들어가 선덕여왕 때는 내성사신, 태종무열왕 때는 예부령, 병부령을 역임하여 신라의 삼국통일에 기여 하였으며 문무왕이 재위 중인 671년에 집사부의 시중으로 임명되어 국정을 이끌어갔다.

## 가족 관계

### 선대
- 조부 : 제4대 풍월주 이화랑
- 조모 : 숙명궁주 김씨(叔明宮主 金氏)
  - 아버지 : 제14대 풍월주 보리공
- 외조부 : 정숙태자(貞肅太子)
- 외조모 : 만호부인 김씨(萬呼夫人 金氏)
  - 어머니 : 만룡낭주 김씨(萬龍娘主 金氏)
    - 누이 : 보룡(寶龍)

### 부인과 후손
- 부인 : 우야공주 김씨(雨若公主 金氏) - 진평왕의 딸
  - 아들 : 제28대 풍월주 오기공(吳起公)
  - 딸 : 온희(溫喜)
  - 딸 : 성희(星喜)
  - 딸 : 우희(雨喜)
- 정인 : 찰기(察己) - 17대 풍월주 염장공의 딸
  - 아들 : 찰덕(察德)
  - 아들 : 찰원(察元)
  - 딸 : 찰희(察喜)
  - 딸 : 찰연(察燕)
  - 딸 : 찰미(察美)
  - 딸 : 찰해(察亥)
- 정인 : 첩 2명 - 17대 풍월주 염장공의 딸

## 예원이 등장한 작품
- 《대왕의 꿈》(KBS, 2012년~2013년, 배우:최왕순)